# Diplura (araignée)
Cet article concerne le genre d'araignées. Pour l'ordre d'Hexapodes, voir Diplura (Hexapodes). Pour le genre d'algues brunes, voir Diplura (algue).
Genre
Synonymes
- Thalerothele Bertkau, 1880
- Achetopus Tullgren, 1905
- Euharmonicon Mello-Leitão, 1920
- Evagrella Mello-Leitão, 1923
- Taunayella Mello-Leitão, 1923
- Pseudohermachura Mello-Leitão, 1927
- Parathalerothele Canals, 1931
- Prosharmonicon Mello-Leitão, 1938

Diplura est un genre d'araignées mygalomorphes de la famille des Dipluridae.

## Distribution
Les espèces de ce genre se rencontrent en Amérique du Sud.

## Liste des espèces
Selon World Spider Catalog (version 25.0, 05/07/2024) :
- Diplura argentina (Canals, 1931)
- Diplura catharinensis (Mello-Leitão, 1927)
- Diplura erlandi (Tullgren, 1905)
- Diplura garbei (Mello-Leitão, 1923)
- Diplura garleppi (Simon, 1892)
- Diplura lineata (Lucas, 1857)
- Diplura macrura (C. L. Koch, 1841)
- Diplura mapinguari Pedroso, Giupponi & Baptista, 2018
- Diplura nigra (F. O. Pickard-Cambridge, 1896)
- Diplura paraguayensis (Gerschman & Schiapelli, 1940)
- Diplura parallela (Mello-Leitão, 1923)
- Diplura petrunkevitchi (Caporiacco, 1955)
- Diplura riveti (Simon, 1903)
- Diplura rodrigoi Pedroso, Giupponi & Baptista, 2018
- Diplura sanguinea (F. O. Pickard-Cambridge, 1896)
- Diplura studiosa (Mello-Leitão, 1920)
- Diplura taunayi (Mello-Leitão, 1923)

## Systématique et taxinomie
Ce genre a été décrit par C. L. Koch en 1850.
Thalerothele, Achetopus, Euharmonicon, Evagrella, Taunayella et Parathalerothele ont été placés en synonymie par Raven en 1985.

## Publication originale
- C. L. Koch, 1850 : Übersicht des Arachnidensystems. Nürnberg, Heft 5, p. 1-77 (texte original).